# Elachista squamosella
Elachista squamosella — вид лускокрилих комах родини злакових молей-мінерів (Elachistidae).

## Поширення
Вид поширений в Європі. Виявлений в Німеччині, Піренейському півострові, Італії, Греції та Україні.

## Опис
Розмах крил 8-9 мм.

## Спосіб життя
Личинки живляться листям осоки гірської (Carex montana).